# Circus macrosceles
L'albanella del Madagascar (Circus macrosceles A. Newton, 1863) è un raro uccello rapace della famiglia degli Accipitridi originario del Madagascar e delle Comore.

## Descrizione

### Dimensioni
Misura 54-59 cm di lunghezza, per un peso di 600 g nel maschio e di 850-910 g nella femmina; l'apertura alare è di 105-140 cm.

### Aspetto
Questo rapace di grande taglia presenta dimensioni e sagoma simili a quelle del falco di palude, ed è pertanto considerato come una delle più voluminose e grandi tra le albanelle. Ha la testa piccola e un corpo sottile, un disco facciale che ricorda quello dei gufi e una coda lunga e stretta. I sessi sono molto diversi e la femmina è più grande del 15%. I giovani si distinguibili per il fatto di indossare il piumaggio definitivo solo dopo 4 anni, passando attraverso dei piumaggi intermedi.
Nel maschio adulto, la parte superiore è prevalentemente nera, mentre quella inferiore è prevalentemente bianca. La testa nera è ricoperta da strisce bianche che si prolungano fino alla mantellina e al petto. Il groppone è bianco, le secondarie sono grigio cenere. La coda porta indistinte barre marroni. Il becco è nero, mentre il resto delle parti nude (cera, occhi e zampe) è giallo. Nella femmina, la testa e il dorso sono marroni e il sopracciglio è più chiaro. Il collo è striato di rosso e le secondarie grigie sono macchiate di nero. La gola, il petto e il ventre bianchi sono striati di marrone e di rosso. Le sotto-caudali sono uniformemente bianche. Sulle rettrici grigie vi sono macchie più scure. Tutte le parti nude sono simili a quelle del maschio.
Nei giovani, testa, gola, petto, parti superiori, ali e coda sono di colore marrone scuro, con una sfumatura rossa sul ventre. La nuca e il groppone sono rosso-fulvo chiaro.

### Voce
Al di fuori della stagione di riproduzione le albanelle del Madagascar sono generalmente silenziose. Il loro repertorio è molto ampio e presentano quasi un richiamo per ogni situazione che incontrano: uno schiamazzo per minacciare, un lamento per la parata e una specie di risatina per tutte le situazioni legate al nutrimento. Questi richiami sono grossomodo equivalenti a quelli del falco di palude europeo. Tra i richiami registrati, è da notare un kiay kioo cigolante emesso ai bordi del nido. Un altro richiamo degno di nota è un kai pi-pi-pi-pi-pi emesso dal maschio quando è al culmine del suo volo ondulatorio.

## Biologia
Le albanelle del Madagascar vivono da sole o in coppia. Il loro comportamento è stato poco studiato, ma sappiamo che amano planare ed effettuare parate aeree piuttosto simili a quelle del falco di palude. Realizzano soprattutto incredibili voli a spirale ascendenti accompagnati da richiami che non sono molto dissimili da quelli dei loro parenti prossimi, l'albanella australasiatica (Circus approximans) e l'albanella africana (Circus ranivorus). In prossimità del nido, il maschio esegue una parata acrobatica fatta di picchiate e di improvvise risalite. Nel corso di questo volo ondulante, piroetta avvitandosi su sé stesso e accompagna i suoi exploits con richiami stridenti kai-ké-ké-ké-ké-ké.
Con grande disinvoltura nel volo, l'albanella del Madagascar pattuglia il suo territorio sfiorando il terreno o gli alberi a pochi metri di altezza. Il suo volo è costituito da brevi battiti d'ala alternati a lunghe planate. Il successo nella caccia dipende in gran parte dall'effetto sorpresa, pertanto prende spesso del tempo per valutare con cura l'obiettivo restando in volo stazionario prima di tuffarsi in picchiata sulla preda. Nelle Comore, va talvolta a caccia lungo le cornici delle falesie. Questa albanella utilizza anche altri metodi per catturare le sue vittime: può effettuare voli circolari molto alti nel cielo o, al contrario, utilizzare posti di osservazione molto vicini al suolo. I giovani immaturi cacciano procedendo a piedi.

### Alimentazione
Si nutre principalmente di piccoli vertebrati quali anfibi, rettili, roditori e uccelli, ma cattura anche insetti, come cavallette e libellule, e le loro larve.

### Riproduzione
La stagione di nidificazione comincia a partire da dicembre in Madagascar e da ottobre nelle Comore. Il nido è costruito con erbe e steli di piante verdi. Il più delle volte, è posto a terra in mezzo alla vegetazione. A volte si trova in posizione leggermente rialzata, a 20 centimetri di altezza dal suolo su un basso cespuglio. In Madagascar, la covata è costituita da 3 a 6 uova, che vengono incubate per un periodo che varia da 33 a 36 giorni. I giovani nidiacei lasciano il nido dopo 45 o 50 giorni dopo la schiusa, ma rimangono ancora dipendenti dal padre per il cibo per più di due mesi.

## Distribuzione e habitat
In Madagascar, questa specie frequenta soprattutto gli acquitrini, i laghi con una vegetazione emergente, le risaie e le praterie secche e umide. Caccia anche al di sopra dei terreni coltivati. Nelle Comore, si incontra ad altitudini maggiori, generalmente al di sopra dei 500 metri, sulle montagne boscose con radure e piccoli burroni. Questo genere di habitat si trova di solito appena al di sopra dei campi di canna da zucchero nei quali effettuano incursioni per catturare le lucertole e i topi che vi penetrano subito dopo il taglio dei gambi. Le albanelle del Madagascar vivono dal livello del mare fino a 3000 metri, ma raramente rimangono a lungo sopra i 2000 m.
L'albanella del Madagascar è originaria delle Comore e dell'isola dalla quale prende il nome. In passato era considerata una sottospecie dell'albanella di Réunion (Circus maillardi), notevolmente più piccola, con ali più brevi e arrotondate, tarsi più corti e artigli più lunghi. Inoltre in quest'ultima specie il maschio ha la testa più nera e la femmina presenta un piumaggio più scuro.

## Conservazione
In Madagascar, questa specie è piuttosto rara in certe regioni, ma in alcune piccole isole limitrofe e ad ovest della catena montuosa principale è abbastanza comune. Sempre su quest'isola, la popolazione viene stimata tra le 250 e le 1000 unità su una superficie di 594.000 km quadrati. Di conseguenza, essa è classificata come «specie in pericolo» (Endangered).